# Волоколамський повіт
Волоколамський повіт — адміністративна одиниця у складі Московської губернії, що існувала до 1929 року. Центр — місто Волоколамськ.

## Географія
Повіт межував на північному заході зі Старицьким повітом Тверської губернії, на заході з Гжатським повітом Смоленської губернії, а з інших боків з Можайським, Рузським і Клинським повітами Московської губернії і займав близько 2,4 тис. км². (шляхом адміністративних перетворень до 1929 ріку площа збільшилася до 3,3 тис. км²). Поверхня повіту — злегка хвиляста рівнина, а ґрунт землі здебільшого малородючий, місцями мулуватий, болотистий і піщаний. Річки не судноплавні і здебільшого беруть тут тільки свій початок, наприклад Руза, Лобь і Лама. Озера незначні і більша частина їх знаходиться в північно-західній болотистій частині повіту, з них чудове Кругле або Мещерське. Болота знаходяться між річками Ламою і Лоб'ю, а також по річці Чорній.

## Населення
- 1839 рік — 21 033 душі чоловічої статі (жіноче населення тоді не враховувалося)
- 1852 рік — 74,6 тис. чол.[1]
- 1883 рік — 86,1 тис. чол.[2]
- 1890 рік — 93,3 тис. чол.[2]
- 1897 рік — 81,0 тис. чол. (у тому числі росіяни — 99,9 %)[3]
- 1924 рік — 147 522 чол.
- 1926 рік — 145,5 тис. осіб.

Найбільші населені пункти повіту за кількістю жителів у 1862 році:
- Волоколамськ — 2412 осіб (з них 1143 чоловічої та 1269 — жіночої статі)
- Середа Стратилатська — 1085 чол.
- Івашково — 872 чол.
- Корнівське — 780 чол.
- Рюхівське — 780 чол.
- Поповкине — 763 чол.
- Ярополч — 742 особи.

Найбільші населені пункти повіту за кількістю жителів у 1924 році:
- Волоколамськ — 3796 осіб
- Середа Стратилатська — 1200 чол.
- Івашково — 1144 чол.
- Дулепово — 1091 чол.
- Кушелово — 918 чол.
- Гори Стрешневі — 834 чол.
- Монасеїне — 832 чол.
- Корнівське — 815 чол.
- Лотошино — 797 чол.
- Поповкине — 781 чол.
- Буйгород — 759 чол.
- Фролівське — 730 чол.
- Ярополець — 729 чол.
- Телешово — 724 чол.
- Харланиха — 711 чол.
- Шилово — 711 чол.
- Теряєва слобода — 703 чол.

## Історія

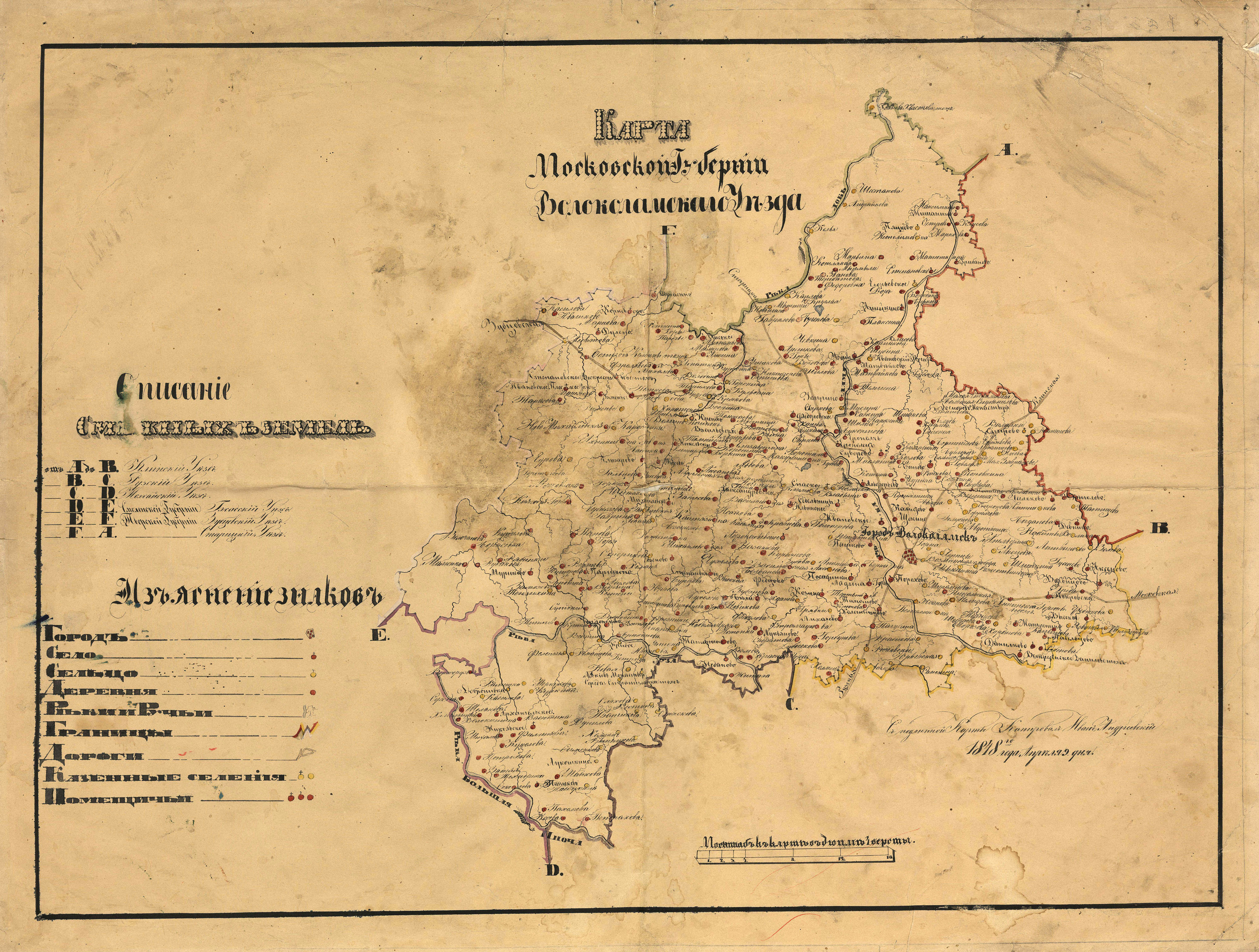
Карта Волоколамського повіту Московської губернії, 1848 р.

Волоколамський (Волоцький) повіт відомий із середніх віків. Юридично був оформлений під час адміністративної реформи Катерини II в 1781 році.
За відомостями 1859 року в повіті налічувалося 407 населених місць — 1 місто, 39 сіл, 2 слободи, 285 сіл, 55 сілець, 23 хутори, виселки або заїжджих двори, 1 миза, дача або власницька садиба, 1 монастир..
У 1929 рік був скасований, а на його території були утворені Волоколамський, Лотошинський і Шаховський район.

## Адміністративний поділ
У проміжку між 1890 і 1911 роками на підставі статистичних даних у повіті було 11 волостей: Аннинська (2-й стан), Буйгородська (2-й стан), Бухоловська (1-й стан), Кульпінська (1-й стан), Марківська (1-й стан), Муриківська (1-й стан), Ошейкинська (2-й стан), Плосківська (1-й стан), Серединська (1-й стан), Тимошівська (2-й стан), Яропільська (2-й стан).
У 1917 рік у повіті було 16 волостей: Аннинська, Буйгородська, Бухоловська, Каліївська (передана з Клинського повіту), Канаївська (передана з Можайського повіту), Кульпінська, Марковська, Муриківська, Осташівська (передана з Можайського повіту), Ошейкинська, Плосковська, Серединська, Судисловська, Судниковська (передана з Рузького повіту), Тимошевська, Яропольська.
У 1918—1919 роках була створена Лотошинська волость.
Постановою президії Мосради від 24 березня 1924 року Кульпінська, Марківська і Плосковська волості були об'єднані в Рам'янську волость; Муріковську волость включили до складу Судисловської волості; Канаївську волость було ліквідовано. Селища Прозорово, Внуково, Трулесі, Мале Ситьково, Лазареве і Черневе було включено до складу Осташёвської волості, решта Канаївської волості була включена до складу Серединської волості. (Затверджено президією ВЦВК від 31 жовтня 1924 року).
До 1929 рік у складі повіту було 13 волостей: Аннінська, Буйгородська, Бухолівська, Каліївська, Лотошинська, Осташівська, Ошейкинська, Раменська, Серединська, Судисловська, Судниківська, Тимошівська, Яропільська.
Територіальні прирощення повіту в перші роки радянської влади: 1919 року до складу Канаївської волості було включено селища: Курбатове, Кузьмінське, Слобідки з Покровської волості Клинського повіту; постановою НКВС від 19 березня 1919 року до складу організованої Лотошинської волості увійшли селища: Акулово, Іванівське, Лисино (Нове), Лотошино, Турово з Федосівської волості Старицького повіту Тверської губернії; постановою НКВС від 19 березня 1919 року до складу Ошейкинської волості ввійшли села Глазкове, Ізосимен'я, Кушелово, Покровське, Степанькове, Телешово
Територіальні втрати: 17 березня 1919 року село Петраково Серединської волості було включено до складу Порецької волості Можайського повіту.

## Повітові предводители дворянства
| Час служби | Ім'я                             | Титул, чин, звання           |
| ---------- | -------------------------------- | ---------------------------- |
| 1782-1785  | Стрешньов Іван Миколайович       |                              |
| 1785-1788  | Шаховський Петро Олександрович   | князь, гвардії поручик       |
| 1788-1791  | Хованський Федір Сергійович      | князь, прем'єр-майор         |
| 1791-1794  | Загрязький Борис Олександрович   | генерал-майор                |
| 1794-1797  | Шаховський Михайло Олександрович | князь, бригадир              |
| 1797-1801  | Мещерський Іван Сергійович       | князь, майор                 |
| 1801-1804  | Аршеневський Захар Миколайович   | надвірний радник             |
| 1804-1828  | Рахманов Павло Олександрович     | генерал-майор                |
| 1828-1837  | Шаховський Валентин Михайлович   | князь, гвардії штабс-капітан |
| 1838-1850  | Телегін Сергій Петрович          | титулярний радник            |
| 1850-1853  | Гончаров Іван Миколайович        | ротмістр                     |
| 1853-1856  | Мещерський Борис Васильович      | князь, камер-юнкер           |
| 1856-1862  | Шипов Микола Павлович            | статський радник             |
| 1862-1865  | Гончаров Іван Миколайович        | полковник                    |
| 1865-1869  | Шипов Микола Павлович            | дійсний статський радник     |
| 1869-1873  | Шереметєв Борис Сергійович       | надвірний радник             |
| 1873-1875  | Гончаров Іван Миколайович        | генерал-майор                |
| 1875-1878  | Шереметєв Борис Сергійович       | дійсний статський радник     |
| 1878-1881  | Гончаров Іван Миколайович        | генерал-майор                |
| 1881-1885  | Сипягін Дмитро Сергійович        | надвірний радник             |
| 1886-1894  | Ейлер Олександр Олександрович    | надвірний радник             |
| 1894-1902  | Безобразов Олександр Федорович   | титулярний радник            |
| 1902-1917  | Мещерський Сергій Борисович      | князь, гвардії полковник     |

## Карти
| Збірний аркуш військово топографічної карти Московської губернії 1860 р. Масштаб: 2 версти в дюймі (1 см-840м).                                                           | Збірний аркуш військово топографічної карти Московської губернії 1860 р. Масштаб: 2 версти в дюймі (1 см-840м). | Збірний аркуш військово топографічної карти Московської губернії 1860 р. Масштаб: 2 версти в дюймі (1 см-840м). | Збірний аркуш військово топографічної карти Московської губернії 1860 р. Масштаб: 2 версти в дюймі (1 см-840м). | Збірний аркуш військово топографічної карти Московської губернії 1860 р. Масштаб: 2 версти в дюймі (1 см-840м). | Збірний аркуш військово топографічної карти Московської губернії 1860 р. Масштаб: 2 версти в дюймі (1 см-840м). | Збірний аркуш військово топографічної карти Московської губернії 1860 р. Масштаб: 2 версти в дюймі (1 см-840м). | Збірний аркуш військово топографічної карти Московської губернії 1860 р. Масштаб: 2 версти в дюймі (1 см-840м). | Збірний аркуш військово топографічної карти Московської губернії 1860 р. Масштаб: 2 версти в дюймі (1 см-840м). | Збірний аркуш військово топографічної карти Московської губернії 1860 р. Масштаб: 2 версти в дюймі (1 см-840м). | Збірний аркуш військово топографічної карти Московської губернії 1860 р. Масштаб: 2 версти в дюймі (1 см-840м). | Збірний аркуш військово топографічної карти Московської губернії 1860 р. Масштаб: 2 версти в дюймі (1 см-840м). | Збірний аркуш військово топографічної карти Московської губернії 1860 р. Масштаб: 2 версти в дюймі (1 см-840м). |
| --- | --- | --- | --- | --- | --- | --- | --- | --- | --- | --- | --- | --- |
| Шаблон:Збірний аркуш військово топографічної карти Московської губернії (карта зображень)(При натисканні на необхідний аркуш буде здійснено перехід на відповідну карту.) | | | | | | | | | | | | |